# Maddie & Tae
Maddie & Tae — американский кантри-дуэт, состоящий из певиц, гитаристок и авторов-исполнителей Madison Marlow и Taylor Dye. Дуэт основан в 2014 году на лейбле Dot Records. Их дебютный альбом Start Here вышел 28 августа 2015 года и включал такие хиты как «Girl in a Country Song», «Fly», «Shut Up and Fish», и «Sierra». В 2018 году, после закрытия Dot Records, дуэт перешёл на лейбл Mercury Nashville и записал второй студийный альбомThe Way It Feels, вышедший в апреле 2020 года. Два их сингла занимали первые места в чарте Country Airplay и получили платиновый статус («Girl in a Country Song», «Die from a Broken Heart»).

## Биография
См. также «Биографию» в английском разделе.
В 2010 году молодые кантри-певицы Madison Kay Marlow (род. 7 июля 1995, Sugar Land, Texas) и Taylor Elizabeth Dye (род. 18 сентября 1995, Ada, Oklahoma) обе ходили к одному и тому же тренеру по вокалу и встретились на выставке в Далласе (Техас). В течение года дуэт каждые выходные ездил в Нашвилл, продолжая ходить в школу.
Впервые они выступили под именем Sweet Aliana. После окончания средней школы дуэт переехал в Нашвилл (Теннесси), чтобы начать свою музыкальную карьеру как Maddie & Tae. В 2014 году Big Machine Records возродили лейбл Dot Records. Maddie & Tae были подтверждены в качестве первых подписантов лейбла в июне 2014 года.

## Дискография
См. также «Maddie & Tae Discography» в английском разделе.

### Студийные альбомы
| Название         | Детали                                                                                   | Высшая позиция | Высшая позиция | Высшая позиция | Продажи       |
| Название         | Детали                                                                                   | US Country     | US             | CAN            | Продажи       |
| ---------------- | ---------------------------------------------------------------------------------------- | -------------- | -------------- | -------------- | ------------- |
| Start Here       | - Дата выхода: 28 августа 2015 - Формат: CD, цифровые загрузки - Лейбл: Dot              | 2              | 7              | 12             | - US: 103,800 |
| The Way It Feels | - Дата выхода: 10 апреля 2020 - Формат: CD, цифровые загрузки - Лейбл: Mercury Nashville | 7              | 74             | —              |               |

### Синглы
| «Girl in a Country Song»  | 2014 | 3  | 1  | 54 | 5  | 61 | - RIAA: Platinum | - US: 667,000 | Start Here       |
| «Fly»                     | 2015 | 9  | 9  | 61 | 18 | 66 | - RIAA: Gold     | - US: 321,000 | Start Here       |
| «Shut Up and Fish»        | 2015 | 30 | 23 | —  | 36 | —  |                  |               | Start Here       |
| «Sierra»                  | 2016 | —  | 47 | —  | —  | —  |                  |               | Start Here       |
| «Friends Don't»           | 2018 | 39 | 33 | —  | —  | —  |                  |               | The Way It Feels |
| «Die from a Broken Heart» | 2019 | 2  | 1  | 22 | 11 | 69 | - RIAA: Platinum |               | The Way It Feels |
| «—» неучастие в чарте     |      |    |    |    |    |    |                  |               |                  |